# Тузлов, Михаил Иванович
Михаил Иванович Тузлов — молдавский советский партийный и хозяйственный деятель, Герой Социалистического Труда.

## Биография
Родился в 1925 году в селе Кирсово Бендерского уезда Бессарабии. Член КПСС с 1948 года.
После начала войны эвакуировался в Молотовский район Ставропольского края. С декабря 1942 по июль 1943 года служил в армии, 80-й запасной стрелковый полк СибВО.
В 1943—1988 гг.: 
- 1943-1945 работа на оборонном заводе в Челябинске
- 1945-1947 зав. клубом с. Кирсово
- 1947-1953 первый секретарь Комратского райкома комсомола
- 1953-1955 председатель колхоза им. Сталина села Кирсово,
- 1955-1961 заместитель председателя, с июля 1958 г. председатель Комратского райисполкома,
- 1961-1964  председатель колхоза «Маяк» (бывший колхоз им. Сталина),
- 1964-1973 первый секретарь Комратского райкома Компартии Молдавии,
- 1973-1977 первый секретарь Сорокского райкома Компартии Молдавии,
- 1977-1985 министр заготовок, с декабря 1985 по ноябрь 1988 г. министр хлебопродуктов  Молдавской ССР.

С декабря 1988г. на пенсии.
Указом Президиума Верховного Совета СССР от 8 апреля 1971 года присвоено звание Героя Социалистического Труда с вручением ордена Ленина и золотой медали «Серп и Молот».
Награжден орденами Ленина (22.03.1966), Октябрьской Революции (08.12.1973), двумя орденами Трудового Красного Знамени (15.02.1957, 25.12.1976), медалями, в том числе «За трудовую доблесть» (11.10.1949), тремя Почётными грамотами Президиума Верховного Совета Молдавской ССР (1968, 1972, 1975).
Избирался депутатом Верховного Совета Молдавской ССР 5-го, 7-11-го созывов. Делегат XXIV съезда КПСС (1971).
Умер 9 августа 1989 года.